# Recoiled
Recoiled – minialbum amerykańskiego zespołu Nine Inch Nails i brytyjskiego Coil, wydany 24 lutego 2014 roku przez Cold Spring. Zawiera utwory Nine Inch Nails zremiksowane przez Petera Christophersona i Johna Balance′a. Bootleg zawierający niektóre remiksy, zatytułowany Uncoiled, pojawił się w internecie w 2012 roku.

## Lista utworów
Wydanie internetowe
1. "Gave Up (Open My Eyes)" - 5:28
2. "Closer (Unrecalled)" - 7:41
3. "The Downward Spiral (A Gilded Sickness)" - 7:59
4. "Eraser (Reduction)"- 4:14

Wydanie CD
1. "Gave Up (Open My Eyes)" - 5:28
2. "Closer (Unrecalled)" - 7:41
3. "The Downward Spiral (A Gilded Sickness)" - 7:59
4. "Eraser (Reduction)" - 4:14
5. "Eraser (Baby Alarm Remix)" - 8:02

Wydanie winylowe
Strona A
1. "Gave Up (Open My Eyes)" - 5:28
2. "Closer (Unrecalled)" - 7:41
3. "The Downward Spiral (A Gilded Sickness)" - 7:59

Strona B
1. "Eraser (Reduction)" - 4:14
2. "Eraser (Baby Alarm Remix)" - 8:02